# JRの車両形式
JRの車両形式（ジェイアールのしゃりょうけいしき）とは、JRグループでの鉄道車両の形式について説明する。
JRグループでは、日本国有鉄道（国鉄）の車両をそのまま継承して発足した。基本的には国鉄時代の形式称号の延長で新たな系列・形式が登場しており、極力JR各社間で重複を避けるようにして形式が付与されている。ただし、各社の既存車両の改造に伴って他社と重複した形式名や車両番号が生ずる場合もわずかながら発生している。
例外として、四国旅客鉄道（JR四国）が発足後に導入した新形式では私鉄のような別体系の命名方法を採用し、「クハ」「モハ」などの表記もない。また、東日本旅客鉄道（JR東日本）は1993年以降、系列を示す番号の直前に「East」の「E」を挿入しているが、命名方法自体は国鉄式に準じている。日本貨物鉄道（JR貨物）では新製する機関車・貨車には国鉄の方式を投入し、初の貨物電車JR貨物M250系電車には「クハ」「モハ」などをつけない独自の体系が用いられている。
このほか電気式気動車やハイブリッド気動車など、国鉄時代に本格的な実用化に至らなかった技術を採用している形式では、JR東日本の「HB」「GV」「EV」「FV」のように新しい表記が誕生している。
各社の形式の一覧については以下を参照。
- JR北海道の車両形式
- JR東日本の車両形式
- JR東海の車両形式
- JR西日本の車両形式
- JR四国の車両形式
- JR九州の車両形式
- JR貨物の車両形式